# Dicaelotus pictus
Dicaelotus pictus là một loài tò vò trong họ Ichneumonidae.